# Autooscilație
Autooscilația reprezintă oscilația unui sistem fizic, generată de acțiunea unei forțe exterioare neperiodice.
Exemple:
- vibrațiile unei corzi de vioară;
- vibrațiile aerului într-un instrument de suflat;
- oscilațiile pendulului unui orologiu.

Studiul autooscilațiilor are aplicații nu numai în fizică, ci și în tehnică, biologie, economie.
Primii care s-au ocupat de acest concept au fost:  Robert Willis, George Biddell Airy și John William Strutt Rayleigh și aceasta în secolul al XIX-lea.
Dar termenul a fost introdus mai târziu de către Aleksandr Andronov, care s-a ocupat de stabilitatea structurală a sistemelor dinamice.
Alte lucrări și cercetări au fost efectuate ulterior de: André Blondel, Balthasar van der Pol și Philippe Le Corbeiller